# Експерименталне технике контроле
Основно начело контроле конфундирајућих варијабли је принцип декорелације тј. уклањања постојања корелације између систематске спољне варијабле и НВ (независна варијабла). То се омогућава тако што се обезбеђује да групе објеката које су различите с обзиром на НВ не буду различите с обзиром на спољну варијаблу тј. да буду уједначене с обзиром на њу. Технике контроле се своде на препоручене поступке расподеле објеката на нивое.
Постоје две групе техника контроле конфундирајућих варијабли: технике контроле које се користе само код експерименталних НВ и технике које се користе код неексперименталних НВ. Технике контроле које се користе само код експерименталних независних варијабли су: рандомизација, репетиција и контрабалансирање.

## Рандомизација
Чланови узорка се на случајан начин поделе у подгрупе које чине нивое независне варијабле чиме се постиже да све групе буду уједначене по саставу тако да не постоје системске, већ само случајне разлике. Рандомизацијом се постиже аутоматска контрола великог броја спољних варијабли које истраживач и не зна да постоје. Такође, узорак је већи, расте степен уједначавања група. НВ мора бити екпериментална, јер само тако истраживач може одређивати којем нивоу припада објекат. Рандомизација је слична случајном узорку јер се случајно бира којој ће групи припасти који објекат. Разлика између рандомизације и случајног узорка је у томе што случајним узорковањем само мали део популације бива обухваћен, а рандомизацијом сви или већина чланова узорка бива додељена у групе.
Идеалан начин да се минимизирају ефекти конфундирајуће варијабле је да се спроведе велико рандомизовано клиничко испитивање тако да сваки субјект има једнаке шансе да буде додељен било којој од опција лечења. Ако се ово уради са довољно великим бројем субјеката, други фактори ризика (тј. конфундирајуће варијабле) треба да буду подједнако распоређени међу групама изложености. Лепота овога је у томе што ће чак и непознати конфундирајући фактори бити подједнако распоређени међу групама за поређење. Ако су сви ови други фактори подједнако распоређени међу групама које се пореде, они неће нарушити везу између третмана који се проучава и исхода.
Успех рандомизације се обично оцењује у једној од првих табела у клиничком испитивању, тј. у табели у којој се пореде карактеристике група изложених. Ако групе имају сличну дистрибуцију свих познатих збуњујућих фактора, онда је рандомизација била успешна. Међутим, ако рандомизација није била успешна у производњи једнаких дистрибуција конфундирајућих фактора, онда се у анализи података морају користити методе прилагођавања за конфундирајуће.

### Предности рандомизације
- Не постоји ограничење броја конфундирајућих варијабли који се могу контролисати
- Контролише и познате и непознате конфундирајуће
- Ако успе, нема потребе да се врши „прилагођавање“ за конфундирајуће

### Ограничења рандомизације
- Ограничено је на интервенцијске студије (клиничка испитивања)
- Можда неће бити потпуно ефикасно за мала испитивања

## Репетиција
На сваком нивоу НВ учествује иста група тј. сви чланови узорка. Сви објекти пролазе све нивое НВ тако да се добијају поновљене мере којих има оноилико колико има и нивоа НВ. Сваки објекат је сам себи контрола тако да су сви нивои максимално уједначени. Степен уједначавања је виши него код рандомизације. 
Потребно је користити експерименталну НВ. Негативна особина, мана репетиције је у томе што омогућује јављање једне нове врсте спољних варијабли – секвенцијалне варијабле, које се односе на временски редослед којим један субјекат пролази кроз различите нивое НВ.
Проблем је што може доћи до ефекта преноса – утицај претходног учешћа субјкета на одређеном нивоу НВ на наредне нивое. Ефект преноса не постоји код рандомизације. Секвенцијалне варијабле се односе на замор, увежбавање или промену стратегије одговарања. Оне се отклањају контрабалансирањем. Контрабалансирање не елиминише ефекте преноса, већ их неутралишу, увођењем супротних ефеката.

### Сличности рандомизације и репетиције
- Обе су применљиве само код експерименталних НВ
- Само код њих експериментатор може да одреди припадност групи
- Обема се контролише велики број ССВ, чије постојање не мора бити ни познато истраживачу

### Разлике рандомизације и репетиције
- У репетицији иста група учествује на свим нивоима
- У рандомизацији различите групе учествују на различитим нивоима

## Контрабалансирање
Постоји интрасубјективно и интерсубјективно контрабалансирање.
Контрабалансирање уклања конфундирајуће варијабле из експеримента дајући мало другачије третмане различитим групама учесника. На пример, уколико истраживачи желе да испитају да ли људи реагују позитивно или негативно на серију слика, користе леви кликер за позитив, а десни кликер за негатив. Потенцијални проблеми са овим дизајном укључују чињеницу да су леворуки људи можда склонији да кликну лево и обрнуто. Ову потенцијалну конфундирајућу варијаблу могу уклонити тако што ће имати експеримент са контрабалансирањем: додељивањем једне групе десних кликера за позитивне, а друге групе левих кликера за позитивне.
Када се даје један сет третмана, али се у целини користи много секвенци, позива се на контрабалансирање међу субјектима. Учесници добијају све комбинације третмана различитим редоследом. Ово је да се заштити од ефеката редоследа (могућност да је положај третмана у редоследу третмана важан) и ефеката секвенце (могућност да на третман утиче третман који му претходи). На пример, да студија за депресију имала два третмана: саветовање и медитацију. Поделили би групу за третман на две, дајући једним групно саветовање, а затим медитацију. Друга група би прво добила медитацију, а затим саветовање.

### Интерсубјективно контрабалансирање
Kод различитих субјеката се користе различити пореци. Зато се узорак дели на блокове чији чланови пролазе различитим редоследом кроз различите нивое. Тако, ако НВ има два нивоа н1 и н2, узорка се дели на два блока тако да један пролази кроз нивое редолседом н1н2, а други н2н1. Претпоставља се да је дејство претходног проласка кроз први ниво на понашање на другом нивоу приближно једнако дејству претходног проласка кроз други ниво на понашање субјекта на другом нивоу.  
Ако има више нивоа НВ, могуће је одустати од контрабалансирања или урадити делимично контрабалансирање. За то се користи латински квадрат. Латински квадрат је у виду матрице гxг и садржи г2 кућица у којима се налазе симболи тако да се у сваком реду или колони сваки симбол среће само једном. Редови су блокови, а колоне редослед излагања услова. На пример, латински квадрат четвртог реда (уместо код потпуног контрабалансирања које захтева 24 различита поретка, делимично контрабалансирање захтева 4 поретка.

### Интрасубјективно контрабалнсирање
Код истих субјеката се користе различити пореци. Када НВ има два нивоа, цео узорак пролази два пута кроз оба нивоа н1н2н2н1 или н2н1н1н2. Овде се појављује неуједначеност с обзиром на избор поретка јер се јавља поредак н2н2 који се не јавља у другој верзији или н1н1 који се не јавља у првој верзији. За више од два нивоа интрасубјективно контрабалансирање се ретко врши.

### Контрабалансирање стимулуса
Користи се када се субјектима приказује известан број различитих категорија стимулуса и проблем је у поретку приказивања стимулуса. Постоје две могућности: приказивање у блоковима и случајним редоследом. 
Приказивање у блоковима значи да један за другим приказује већи број стимулуса исте категорије што се користи када сталне промене стимулуса деконцентришу субјекте. Овакво решење може изазвати појаву секвенционих стимулус варијабли и навикавање субјеката на исти тип стимулуса.
Случајни редослед стимулуса значи да де категорије стимулуса смењују на случајан начин чиме се избегава навикавање и очекивање, а контролишу се и секвенционе варијабле.